# Оберн (Индијана)
Оберн (енгл. Auburn) град је у америчкој савезној држави Индијана.

## Демографија
По попису из 2010. године број становника је 12.731, што је 657 (5,4%) становника више него 2000. године.
| Група             | 2000.          | 2010.          |
| Белци             | 11.673 (96,7%) | 12.134 (95,3%) |
| Афроамериканци    | 42 (0,3%)      | 57 (0,4%)      |
| Азијати           | 50 (0,4%)      | 93 (0,7%)      |
| Хиспаноамериканци | 211 (1,7%)     | 332 (2,6%)     |
| Укупно            | 12.074         | 12.731         |